# Abdoullah Ba
Abdoullah Ba (Saint-Aubin-lès-Elbeuf, 31 luglio 2003) è un calciatore francese con cittadinanza mauritana, centrocampista del Sunderland.

## Carriera

### Club
Cresciuto nel settore giovanile del Le Havre, nel 2020 firma il primo contratto professionistico, di durata triennale; esordisce in prima squadra il 4 maggio 2021, nella partita di Ligue 2 persa per 0-1 contro il Tolosa. Il 15 maggio segna la prima rete in carriera, in occasione dell'incontro di campionato vinto per 3-2 contro il Troyes. Il 31 agosto 2022 viene acquistato dal Sunderland, con cui firma un quinquennale.

### Nazionale
Ha giocato nelle nazionali giovanili francesi Under-16, Under-17, Under-19 ed Under-20.

## Statistiche

### Presenze e reti nei club
Statistiche aggiornate al 1° luglio 2025.
| Stagione          | Squadra           | Campionato        | Campionato | Campionato | Coppe nazionali | Coppe nazionali | Coppe nazionali | Coppe continentali | Coppe continentali | Coppe continentali | Altre coppe | Altre coppe | Altre coppe | Totale | Totale |
| Stagione          | Squadra           | Comp              | Pres       | Reti       | Comp            | Pres            | Reti            | Comp               | Pres               | Reti               | Comp        | Pres        | Reti        | Pres   | Reti   |
| ----------------- | ----------------- | ----------------- | ---------- | ---------- | --------------- | --------------- | --------------- | ------------------ | ------------------ | ------------------ | ----------- | ----------- | ----------- | ------ | ------ |
| mar.-giu. 2021    | Le Havre          | L2                | 3          | 1          | CF              | -               | -               | -                  | -                  | -                  | -           | -           | -           | 3      | 1      |
| 2021-2022         | Le Havre          | L2                | 18         | 0          | CF              | 1               | 0               | -                  | -                  | -                  | -           | -           | -           | 19     | 0      |
| lug.-ago. 2022    | Le Havre          | L2                | 5          | 0          | CF              | 0               | 0               | -                  | -                  | -                  | -           | -           | -           | 5      | 0      |
| Totale Le Havre   | Totale Le Havre   | Totale Le Havre   | 26         | 1          |                 | 1               | 0               |                    | -                  | -                  |             | -           | -           | 27     | 1      |
| ago. 2022-2023    | Sunderland        | FLC               | 27+2       | 1          | FACup+CdL       | 3+0             | 0               | -                  | -                  | -                  | -           | -           | -           | 32     | 1      |
| 2023-2024         | Sunderland        | FLC               | 39         | 3          | FACup+CdL       | 1+1             | 0               | -                  | -                  | -                  | -           | -           | -           | 41     | 3      |
| 2024-feb. 2025    | Sunderland        | FLC               | 0          | 0          | FACup+CdL       | 0+1             | 0               | -                  | -                  | -                  | -           | -           | -           | 1      | 0      |
| Totale Sunderland | Totale Sunderland | Totale Sunderland | 68         | 4          |                 | 6               | 0               |                    | -                  | -                  |             | -           | -           | 74     | 4      |
| feb.-giu. 2025    | Dunkerque         | L2                | 1          | 0          | CF              | -               | -               | -                  | -                  | -                  | -           | -           | -           | 1      | 0      |
| 2025-2026         | Sunderland        | PL                | -          | -          | FACup+CdL       | -               | -               | -                  | -                  | -                  | -           | -           | -           | -      | -      |
| Totale carriera   | Totale carriera   | Totale carriera   | 95         | 5          |                 | 7               | 0               |                    | -                  | -                  |             | -           | -           | 102    | 5      |